# Karlo Garnier
Karlo Garnier (Pariz, 25. svibnja 1606. – Collingwood, 7. prosinca 1649.), francuski isusovac, misionar i rimokatolički svetac.

## Životopis
Sin je tajnika kralja Henrika III. od Francuske. Godine 1624. pridružio se isusovačkom sjemeništu u Clermontu. Nakon završetka studija jezika, kulture i teologije, zaređen je za svećenika 1635. Njegov otac mu je u početku branio putovanja u Kanadu gdje bi se suočio s gotovo sigurnom smrti kao misionar, ali je na kraju dobio dopuštenje da ide. Stigao je u koloniju Nova Francuska 1636.
Služio je kao misionar među indijancima Huronima koji su ga nazivali "Ouracha" odnosno "darivatelj kiše", pošto je nakon njegova dolaska uslijedio niz oborina nakon dugotrajne suše. Uvelike je bio pod utjecajem kolege misionara Ivana de Brébeufa. U sukobima između Irokeza i Hurona, u ožujku 1649., pogubljeni su Brébeuf i Lalelante. I sam je Garnier predosjećao da će on isto završiti. Dana 7. prosinca 1649. ubijen je od strane Irokeza tijekom napada na selo u kojem je živio.
29. lipnja 1930. godine papa Pio XI. kanonizirao je Karla sa sedam drugih kanadskih mučenika (poznati kao sjevernoamerički mučenici). Njegov blagdan je 19. listopada.

## Vanjske poveznice
- Životopis na str. Dictionary of Canadian Biography Online (engl.)